# Kiko Ellsworth
Kiko Ellsworth (* 2. Januar 1973 in South Los Angeles, Los Angeles, Kalifornien als Keiko Jamen Ellsworth) ist ein US-amerikanischer Schauspieler, der als Stan Johnson in der US-Seifenoper General Hospital große Berühmtheit erlangte. 

## Leben
Ellsworth hat folgende Kampfkünste studiert: Bojuka, EKG, Wing Chun, Kali / Escrima, Aikido, Boxen, Fechten und Jiu-Jitsu. Er ist praktizierender Sifu (Lehrer) in Bojuka. Regelmäßig arbeitet er an verschiedenen Jugend-Programmen mit, einschließlich der Hollywood Knights, eine mit prominenten Personen besetztes Basketball-Team, das Geld für Schulen sammelt, die es benötigen. Ellsworth gab auch gefährdeten Jugendlichen Schauspielunterricht.
Sein Filmdebüt gab Ellsworth 2002 im britisch-französischen Film All or Nothing. 2003 hatte er eine kleine Rolle in Bad Boys II neben Will Smith und Martin Lawrence.  

## Filmografie (Auswahl)
Filmauftritte
- 2003: Betrayal – Der Tod ist ihr Geschäft (Betrayal)
- 2003: Bad Boys II
- 2004: Guarding Eddy
- 2005: Receiver (Kurzfilm)
- 2007: Lords of the Underworld
- 2008: Will to Power – Der perfekte Mord
- 2009: Staunton Hill
- 2010: In 30 Minutes (Kurzfilm)

Fernsehauftritte
- 2000–2003: Port Charles (13 Episoden)
- 2000–2007: General Hospital
- 2005: Hollywood Vice (Fernsehfilm)
- 2008: Street Warrior (Fernsehfilm)
- 2015: Criminal Minds (Fernsehserie, 1 Episode)